# Hydrochemia

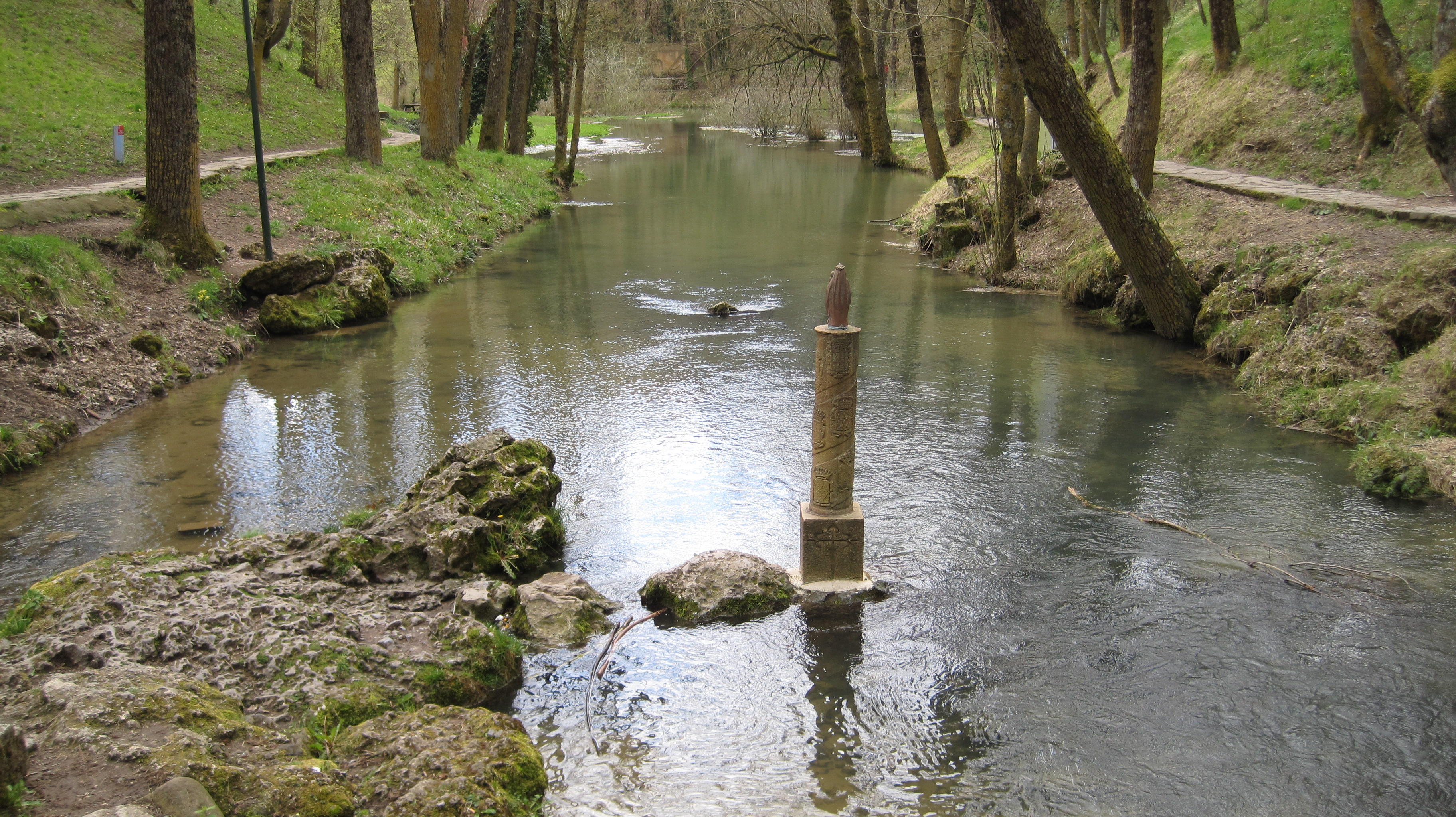
Hydrochemia bada skład wód naturalnych, np. w rzece

Hydrochemia, chemia wód naturalnych – nauka z dziedziny hydrologii. Interesuje się składem chemicznym wód naturalnych, bada procesy chemiczne, które dzieją się w hydrosferze.